# Attagenus conradsi
Attagenus conradsi is een keversoort uit de familie spektorren (Dermestidae). De wetenschappelijke naam van de soort werd in 1951 gepubliceerd door Maurice Pic.